# Sungai Sikai
Sungai Sikai is een bestuurslaag in het regentschap Kerinci van de provincie Jambi, Indonesië. Sungai Sikai telt 1106 inwoners (volkstelling 2010).